# Bondy

Bondy en la Petite Couronne.

 Bondy  es una localidad y comuna de Francia, en la región de Isla de Francia, departamento de Sena-San Denis, en el distrito de Bobigny. La comuna forma la totalidad de dos cantones: Bondy-Sud-Est y Bondy-Nord-Ouest.

## Demografía
| 650 | 618 | 653 | 605 | 719 | 673 | 782 | 815 | 1 189 | 1 458 | 1 623 | 1 677 | 2 018 | 2 280 | 3 004 | 3 638 | 4 457 | 6 353 | 5 195 | 7 496 | 10 104 | 15 282 | 19 452 | 20 539 | 19 487 | 22 411 | 38 039 | 51 652 | 48 333 | 44 301 | 46 676 | 46 826 | 53 159 |
| Para los censos de 1962 a 1999 la población legal corresponde a la población sin duplicidades (Fuente: INSEE [Consultar]) |     |     |     |     |     |     |     |       |       |       |       |       |       |       |       |       |       |       |       |        |        |        |        |        |        |        |        |        |        |        |        |        |

Su población municipal en 2007, de 53 159 habitantes, se repartía en 27 904 en Bondy Noroeste y 25 255 en Bondy Sureste.

## Personas destacadas
- Léon Bosramiez (1923-2005), escultor.
- Quentin Hayls tenista profesional.
- Kylian Mbappé Futbolista profesional, campeón del mundo con la selección francesa en 2018.
- William Saliba Futbolista profesional, jugador del Arsenal Football Club e internacional con la selección francesa.
- Kolo muani Futbolista profesional, jugador del Paris Saint Germain e internacional con la selección francesa.